# لويس غارسيا يوريبا
لويس غارسيا يوريبا (بالإسبانية: Luis García Uribe) (5 يونيو 1988 بإيكا في بيرو - ) هو لاعب كرة قدم بيروفي في مركز الوسط. شارك مع منتخب بيرو لكرة القدم. أما مع النوادي، فقد لعب مع الجامعي دي بيرو وديبورتيفو مانيسيبال ‏ وClub Deportivo Universidad de San Martín de Porres ‏ وLeón de Huánuco ‏ وUnión Comercio ‏ ونادي بلومينغ.

## وصلات خارجية
- لويس غارسيا يوريبا على موقع قاعدة بيانات كرة القدم.إي يو (الإنجليزية)
- لويس غارسيا يوريبا على موقع Soccerway.com (الإنجليزية)